# Riot in Japan 2011
Riot in Japan 2011 – album koncertowy niemieckiego zespołu Atari Teenage Riot, nagrany w Tokio i wydany 28 lutego 2011 roku przez DHR.

## Lista utworów
1. "Activate!" - 3:49
2. "The Only Slight Glimmer of Hope" - 3:48
3. "Black Flags" - 3:14
4. "Shadow Identity" - 4:12
5. "Into the Death" - 3:24
6. "Too Dead for Me" - 4:13
7. "Atari Teenage Riot" - 3:10
8. "Sick to Death" - 3:38
9. "Midijunkies" - 3:52
10. "Get Up While You Can" - 3:24
11. "Re-arrange Your Synapses" - 3:14
12. "Is This Hyperreal?" - 4:05
13. "Codebreaker" - 5:05
14. "Blood in My Eyes" - 3:46
15. "Speed" - 2:51
16. "Introduction of Atari Teenage Riot Members" - 3:03
17. "No Remorse" - 4:29
18. "Start the Riot!" - 3:02
19. "Collapse of History" - 3:59
20. "Revolution Action" - 7:02